# Brasser
Brasser, pseudoniem voor Paul De Valck (Humbeek, 6 maart 1937 – Schepdaal, 16 maart 2001) was een Vlaamse tekenaar en cartoonist.
In 1969 kreeg hij erkenning in Vlaanderen, toen hij de publieksprijs won van de wereldcartoenale van Heist. Later volgden nog andere prijzen.  In 1980 kwam er de internationale erkenning in Japan.
Brasser publiceerde zijn tekeningen onder andere in Het Nieuwsblad, De Standaard en Ring-TV. Veertig jaar lang voorzag hij ook het weekblad 't Pallieterke van politieke spotprenten.
In 2006 werd hem postuum het ereburgerschap van de gemeente Grimbergen toegekend.
Kreeg in 2018 een monument 'Het Brasserke' in Schepdaal
Cartoonist André Nollet noemde Brasser "de keizer van de Vlaamse cartoonisten." Cartoonist Marec werd door Brasser geïnspireerd om zelf cartoonist te worden.
- International Standard Name Identifier: 0000 0003 9089 1507
- Library of Congress Control Number: no2017042675
- Nederlandse Thesaurus van Auteursnamen: 069996768
- RKD-Nederlands Instituut voor Kunstgeschiedenis: 108456
- Virtual International Authority File: 231146094247900331220
- WorldCat: E39PBJbtv4rPmw4k8QQdQpyPQq